# Cadillac XT6
La Cadillac XT6 è una vettura prodotta dalla casa automobilistica statunitense Cadillac dal 2019.

## Il contesto
È stata presentata il 12 gennaio 2019 al North American International Auto Show.
La XT6 (acronimo di Crossover Touring 6) è il terzo e più grande SUV della gamma XT della Cadillac, il più grande della serie, che si va ad inserire tra l'XT5 e Escalade; viene prodotto nello stabilimento GM di Spring Hill, nel Tennessee.

## Motorizzazioni
Basato sul telaio della Chevrolet Traverse e del Buick Enclave, è dotato di un motore LGX V6 da 3,6 litri, che sviluppa 310 CV abbinati a un cambio automatico a nove velocità. È disponibile sia a trazione anteriore che a trazione integrale.